# Dorian Mortelette
Dorian Mortelette, född den 24 november 1983 i Armentières i Frankrike, är en fransk roddare.
Han tog OS-silver i tvåa utan styrman i samband med de olympiska roddtävlingarna 2012 i London.